# Euxoa cognita
Euxoa cognita là một loài bướm đêm thuộc họ Noctuidae. Nó được tìm thấy ở Trung Á, bao gồm miền tây Turkestan.